# Fontaine-au-Bois
 Fontaine-au-Bois  es una población y comuna francesa, en la región de Norte-Paso de Calais, departamento de Norte, en el distrito de Avesnes-sur-Helpe y cantón de Landrecies.

## Demografía
| 616 | 602 | 658 | 640 | 658 | 654 |
| Para los censos de 1962 a 1999 la población legal corresponde a la población sin duplicidades (Fuente: INSEE [Consultar]) |     |     |     |     |     |